# Акеи
Акеи — австронезийский язык, распространённый на юго-западе острова Эспириту-Санто (Вануату). Число носителей этого языка — 650 человек (данные на 1981 год). Данный язык также известен как тасирики. Письменность акеи — латиница. Код акеи в ISO 639-3 — tsr.

## Пример фразы
Оригинал: Na muri God te veia tuka, tano.
Перевод: В начале сотворил Бог небо и землю.